# Lehigh University
Lehigh University – amerykańska uczelnia prywatna zlokalizowana w mieście Bethlehem (stan Pensylwania). Została założona w 1865 roku.